# Мартон Дардаи
Мартон Дардаи (мађ. Dárdai Márton, Берлин, 12. фебруар 2002) је мађарски професионални фудбалер који игра на позицији одбрамбеног играча, тренутно игра у Немачкој Бундеслиги за фудбалски клуб Херту из Берлина.

## Клубови
Дардаи је започео своју омладинску каријеру у Сибургер СВ и 1. ФК Вилмерсдорф, пре него што се придружио омладинској академији Херте БСЦ 2012. године. Професионално је дебитовао за Херту БСЦ у Бундеслиги 7. новембра 2020., ушао је као замена за Дедрика Бојату у другом минуту надокнаде другог полувремена против ФК Аугзбурга, који је завршио победом у гостима 3 : 0.

## Репрезентација
Дана 21. новембра 2023. Дардаи је у интервјуу који је објавио Кикер рекао да није одлучио да ли жели да представља Немачку или Мађарску на међународном нивоу. Дана 5. децембра 2023. Дардаи се састао са Марком Росијем, селектором Мађарске, како би разговарао о својим намерама. Његов отац је 23. децембра 2023. рекао да би био поносан на свог сина ако би изабрао репрезентацију Мађарске.
Дана 11. јануара 2024. је изјавио да ће слушати своје срце. Дардаију су родитељи из Мађарске и рођен је у Немачкој и тамо је одрастао.
Дана 22. јануара 2024. Дардаи је објавио свој избор за репрезентацију Мађарске на сениорском нивоу, а 12. марта 2024. примио је први позив од Марка Росија да игра против Турске и Косова. 22. марта 2024. замењен је у утакмици против Турске у 67. минуту и остварио своју прву сениорску утакмицу за репрезентацију.